# Membranzylinder
Membranzylinder stehen in Verbindung mit den mechanischen Radbremsen und sind ein Teil der Druckluftbremse in Fahrzeugen. Sie sorgen je nach Größe und eingesteuertem Druck für die erforderliche Bremskraft in der Betriebsbremsanlage. Sie setzen dabei pneumatische Energie in mechanische Energie um, die bei Scheibenbremsen auf den Bremssattel wirkt und die Bremsklötze gegen die Bremsscheiben drückt. Bei Trommelbremsen wirkt der Kolben auf einen Gestängesteller, der die Kraft weitergibt und so die Bremsbacken gegen die Bremstrommel drückt.

## Varianten des Membranzylinders

### Der gängige Membranzylinder
Der einfache Membranzylinder ist ein fester Bestandteil der Betriebsbremse und befindet sich heutzutage oftmals an der Vorderachse des Zugfahrzeugs. Im Zylinder selbst befindet sich eine Feder, die die Platte, an der das Gestänge befestigt ist, nach innen, in die Membran, hineindrückt. Auf der anderen Seite der Membran ist ein leerer Raum. Wird jetzt das Bremspedal betätigt, strömt Druckluft in den leeren Raum und drückt die Membran nach außen. Damit wird die Feder zusammengedrückt und das Gestänge schiebt sich nach außen. Diese mechanische Energie wirkt dann auf den Bremssattel, wodurch entweder bei der Scheibenbremse die Bremsklötze an die Bremsscheibe gedrückt werden, oder bei der Trommelbremse die Bremsbacken an die Bremstrommel gedrückt werden. Dadurch wird das Fahrzeug gebremst. Lässt man das Bremspedal wieder los, entweicht die Luft wieder aus dem Zylinder und die Feder drückt die Platte und die Membran wieder zurück in die Ausgangsposition. Die Bremswirkung lässt dadurch wieder nach.

### Kolbenzylinder
Der Kolbenzylinder ist der Vorgänger des Membranzylinders. Der Unterschied besteht darin, dass im Kolbenzylinder ein Kolben verbaut ist und keine Membran. Die Funktionsweise ist die gleiche. Beim Betätigen des Bremspedals strömt Druckluft in den leeren Raum des Zylinders und drückt über den Kolben eine vorgespannte Feder zusammen. Dabei wird das Gestänge auch nach außen gedrückt, wirkt auf die Bremsbacken und bremst das Fahrzeug. Entweicht die Luft wieder, drückt die mit Vorspannung eingebaute Feder den Kolben wieder in die Ausgangsstellung zurück und zieht dabei das Gestänge ebenfalls wieder zurück. Die Bremswirkung lässt nach. Die Kolbenkraft ist abhängig von der Kolbenfläche und den darauf wirkenden Druck. Den Kolbenzylinder gibt es nicht nur als drückenden Zylinder, sondern auch als ziehenden Zylinder. Beim ziehenden Zylinder wird der Kolben beim Einströmen der Druckluft in die andere Richtung zusammengedrückt und zieht das Gestänge noch weiter ein, wodurch dann gebremst wird. Entweicht die Luft, entspannt sich der Kolben und schiebt das Gestänge wieder nach außen. Die Bremswirkung lässt nach.
Der Kolbenzylinder als Bremszylinder ist heutzutage eher weniger zu finden. Er wurde oft in Einkreisdruckluftsystemen verbaut, vor allem im landwirtschaftlichen Bereich, weil ein Kolbenzylinder einen größeren Hub erreichen kann als ein Membranzylinder. Dadurch ergeben sich auch andere Bereiche, in denen der Kolbenzylinder zum Einsatz kommt, z. B. beim Öffnen und Schließen von Klappen über Druckluft oder das Spannen, Heben, Schalten an anderen Stellen. Sollte der Faltenbalg des Zylinders kaputt gehen oder die Dichtungen undicht sein, gibt es entsprechende Reparatursätze. Da die Hülle des Zylinders vernietet ist, kann man den Kolben oder die Feder im Inneren nur sehr schwer oder gar nicht auswechseln. Bei einem Schaden im Inneren wird demnach oft der komplette Zylinder gewechselt. Der Membranzylinder ist in der Anschaffung wesentlich günstiger, weshalb bei einem defekten Membranzylinder oftmals das komplette Gerät ausgetauscht wird, obwohl man theoretisch die Einzelteile auswechseln kann.

### Federspeicherzylinder
Ein Federspeicherzylinder ist für die Feststellbremse zuständig. Ohne Druckluft ist die Feder ausgedehnt und die Bremse ist fest. Beim Starten der Zugmaschine oder beim Anschließen der Luftversorgung eines Aufliegers muss man die Bremse lösen. Sobald sich ein stabiler Druckluftkreislauf aufgebaut hat, wird in dem Federspeicherzylinder die Feder durch die Druckluft zusammengedrückt und die Bremse löst sich. Dadurch gibt es auch eine Schutzfunktion. Sollte der Druckluftkreislauf zusammenbrechen oder undicht werden, gibt es keine Bremskraft mehr über das Bremspedal oder die Handbremse. Der Federspeicherzylinder hingegen bremst den kompletten Zug jedoch sofort, sobald es zu einem Druckluftabfall kommt, weil die Druckluft entweicht, die Feder sich wieder ausdehnt und damit das Gestänge nach außen schiebt, wodurch die Bremse ausgelöst wird. Dies dient als Schutzfunktion.  Sollte das Fahrzeug nach einem Unfall abgeschleppt werden müssen, muss der Federspeicherzylinder manuell gelöst werden. Dafür nimmt man die mechanische Lösevorrichtung, die am Zylinder angebracht ist, bestehend aus einer Sechskantschraube und einem Nadellager. Am Ende des Federspeicherzylinders befindet sich eine Kappe, die abgenommen werden muss. Unter ihr befindet sich eine Aufnahmebohrung für das Nadellager. Nach Einsetzen des Nadellagers wird die Sechskantmutter gegen den Uhrzeigersinn auf das Nadellager geschraubt. Dadurch wird der innere Kolben ohne Drucklufteinfluss nach außen gezogen und die Feder wird vorgespannt, wodurch sich die Bremse löst.

### Doppelmembranzylinder/Kombizylinder/Tristopzylinder
Zusätzlich zu den oben genannten Zylinderarten gibt es mit dem Kombizylinder (auch Doppelmembranzylinder oder Tristopzylinder genannt) eine Mischform aus beiden. Diese Mischform kommt sowohl im Zugfahrzeug als auch im Auflieger vor. Der Doppelmembranzylinder ist die günstigere Variante und wird viel in Aufliegern verbaut. Er kombiniert die Funktionen eines Membran- und Federspeicherzylinders und sieht äußerlich so aus wie jeweils ein Federspeicher- und ein Membranzylinder, die durch eine Schelle miteinander verbunden sind. Solange sich kein Druckluftkreislauf aufgebaut hat, ist der Auflieger gebremst, weil die Feder in dem Federspeicherzylinder-ähnlichen Teil des Kombizylinders eine Membran in die Ausgangsstellung drückt und damit auch das Gestänge nach außen drückt. Sobald sich ein Druckluftkreislauf aufgebaut hat, füllt sich die leere Seite der Membran mit Druckluft und drückt die Feder zusammen, sodass das Gestänge durch die andere Feder im Zylinder wieder nach innen geholt wird und die Bremse wieder frei ist. Wird jetzt die Betriebsbremse mit dem Bremspedal betätigt, strömt auch Luft in den Membranzylinder-ähnlichen leeren Raum des Zylinders und drückt über die Membran die zweite Feder wieder zusammen, wodurch sich das Gestänge wieder nach außen schiebt und den Anhänger bremst. Lässt man das Pedal los, entweicht die Luft wieder und die Feder drückt die Membran wieder zurück, das Gestänge wird wieder eingezogen und die Bremswirkung lässt nach. Sollte der Druckluftkreislauf zusammenbrechen, entweicht die gesamte Luft aus dem Doppelmembranzylinder und die Feder aus dem Federspeicher-ähnlichen Teil spannt sich wieder auf, wodurch das Gestänge nach außen geschoben wird und den Auflieger abbremst (siehe Federspeicherzylinder).
Auch beim Doppelmembranzylinder gibt es die Möglichkeit des manuellen Lösens. Hier funktioniert es genau so wie beim Federspeicherzylinder. Durch das Drehen der Sechskantmutter auf dem Nadellager wird der Kolben ohne Drucklufteinfluss nach außen gezogen und die Feder wird so weit vorgespannt, bis der Membranzylinder-Teil stärker ist und die Feder des Federspeicherzylinder-Teils zusammendrückt, damit sich die Bremse löst. Anders als bei den Membranzylindern oder Kolbenzylindern, wird bei einem defekten Kombizylinder versucht, die schadhaften Stellen auszubessern und ggf. auch neue Membrane einzusetzen, da die Zylinder in der Anschaffung teurer sind als die einzelnen Membran-, Kolben- oder Federspeicherzylinder und daher das Wegwerfen zu unwirtschaftlich wäre.